# Huichapan
Huichapan ist eine Kleinstadt mit ca. 12.000 Einwohnern und Hauptort einer Gemeinde (municipio) mit etwa 50.000 Einwohnern im Westen des mexikanischen Bundesstaats Hidalgo. Wegen seines kolonialzeitlichen Zentrums und der reizvollen landschaftlichen Umgebung zählt der Ort seit dem Jahr 2012 zu den Pueblos Mágicos des Landes.

## Lage und Klima
Die Kleinstadt Huichapan liegt in einem von Bergen umgebenen Tal etwa 170 km (Fahrtstrecke) nordwestlich von Mexiko-Stadt in einer Höhe von ca. 2100 m. Pachuca de Soto, die Hauptstadt des Bundesstaates, befindet sich knapp 130 km südöstlich. Das Klima der Stadt wird als steppenartig bezeichnet; der eher spärliche Regen (ca. 470 mm/Jahr) fällt ganz überwiegend im Sommerhalbjahr.

## Bevölkerung
| Jahr      | 2000  | 2005  | 2010  |
| Einwohner | 7.624 | 8.216 | 9.051 |

Die meisten Einwohner der Kleinstadt sind indianischer Abstammung; auch der Anteil von Mestizen ist relativ hoch. Nur noch ein kleiner Teil der Einwohner der Gemeinde spricht den regionalen Nahuatl-Dialekt; Umgangssprache ist meist Spanisch.

## Wirtschaft
Landwirtschaft wurde in den verstreut liegenden Dörfern des Municipios bis weit ins 20. Jahrhundert hinein hauptsächlich zum Zweck der Selbstversorgung betrieben; auf den Feldern werden Mais, Bohnen und Gemüse angebaut; daneben gibt es ausgedehnte Weideflächen.

## Geschichte
Aus präspanischer Zeit ist kaum etwas bekannt; auch das Jahr der Stadtgründung durch die Spanier ist unbekannt. In der Zeit des Unabhängigkeitskampfes (1810–1824) spielte die Stadt eine wichtige Rolle.

## Sehenswürdigkeiten
- Die Straßen des Historischen Zentrums (Centro histórico) sind rechtwinklig angeordnet. Das Ortszentrum bildet ein von drei Kirchen bzw. Kapellen umschlossenen Platz.
- Die einschiffige Iglesia de San Mateo Apóstol ist ein eintürmiger Bau aus der Mitte des 18. Jahrhunderts (1753–1763) mit üppiger barocker Innenausstattung. In unmittelbarer Nachbarschaft stehen die Capilla de Nuestra Señora de Guadalupe und die Capilla del Calvario.
- Das vor dem Kirchplatz stehende monolithische Monumentalkreuz ist das schönste seiner Art in ganz Amerika; es zeigt reichen Reliefschmuck.
- Auf der gegenüberliegenden Seite des Platzes steht das im Jahr 1889 fertiggestellte Rathaus (Palacio Municipal) mit seinen Erdgeschoss-Arkaden und einem kleinen Uhrengiebel.
- Das Museo de Arqueología e Historia präsentiert präkolumbianische Fundstücke sowie Memorabilien aus der Zeit des Unabhängigkeitskampfes.

## Persönlichkeiten
- Pedro María Anaya (1795–1854), Unabhängigkeitskämpfer (insurgente), Minister und zweimaliger Übergangspräsident Mexikos